# Шорахмедов, Акмал Шухратжонович
Акмал Шухратжонович Шорахмедов (узб. Akmal Shuhratjonovich Shorahmedov; род. 10 мая 1986 года; Джизак, Узбекская ССР, СССР) — узбекский футболист. защитник ташкентского клуба «Бунёдкор» и национальной сборной Узбекистана.

## Карьера
Акмал Шорахмедов начал свою профессиональную карьеру в клубе родного города — «Согдиане». В «Согдиане» он провел два сезона и за это время играл в пятидесяти одном матче и забил один гол. Весной 2007 года он перешёл в более сильный клуб, в наманганский «Навбахор». В составе «Навбахора» он провел всего один сезон.
В начале 2008 года ему предложил контракт, малайзийский клуб «Сабах» и Шорахмедов уехал в Малайзию и начал выступать в составе «Сабаха».
В декабре 2008 года Шорахмедов вернулся в Узбекистан и подписал контракт с клубом «Андижан». В составе «Андижана» Шорахмедов стал настоящим лидером команды и за два сезона проведенные в «Андижане», играл в пятидесяти трех матчах. В том году на него начали обращать внимание тренеры национальной сборной Узбекистана.
В 2011 году Акмал Шорахмедов подписал контракт с ташкентским клубом «Бунёдкор» и выступает за этот клуб до сегодняшнего времени.

## Карьера в сборной
Акмал Шорахмедов был приглашен в национальную сборную Узбекистана в 2010 году, первый матч сыграл 11 августа 2010 года против Албании.
В 2015 году вошёл в состав национальной команды на Кубок Азии-2015, на турнире принял участие в трёх матчах.

## Достижения
- Чемпион Узбекистана: 2011, 2013
- Вице-чемпион Узбекистана: 2012
- Обладатель Кубка Узбекистана: 2012, 2013
- Финалист Кубка Узбекистана: 2014
- Полуфиналист Лиги Чемпионов АФК: 2012